# Janet Waldo

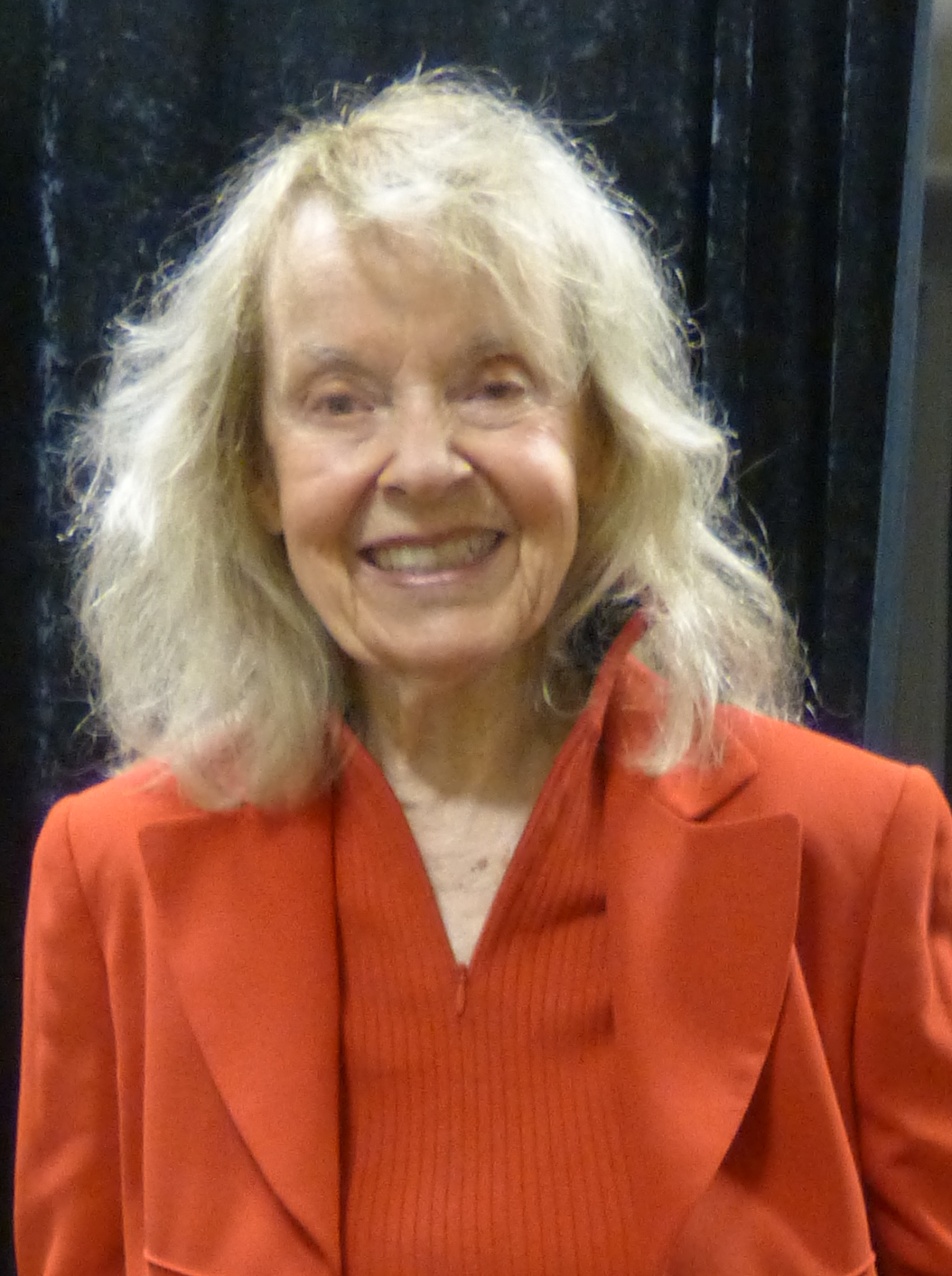
Janet Waldo (2013)

Janet Waldo (* 4. Februar 1920 in Yakima, Washington; † 12. Juni 2016 in Encino, Los Angeles), eigentlich Jeanette Marie Waldo, war eine US-amerikanische Radio- und Synchronsprecherin.

## Leben und Wirken
Janet Waldo wurde als Tochter der Sängerin Jane Althea Blodgett und Benjamin Franklin Waldo, einem entfernten Cousin von Ralph Waldo Emerson, geboren. Sie hatte drei ältere Geschwister, darunter die Komponistin und Geigerin Elisabeth Waldo.
Janet Waldo trat in mehreren Filmen auf, wurde im Abspann jedoch nicht genannt. In drei Western, zwei davon von Tim Holt, trat sie jedoch in einer Hauptrolle auf. Ihren Durchbruch hatte sie im Radio mit einer Rolle in Lux Radio Theatre von Cecil B. DeMille. In ihrer Radiokarriere lieh sie vielen Programmen ihre Stimme, unter anderem Edward G. Robinsons Big Town, The Eddie Bracken Show, Stars over Hollywood und The Galant Heart. Sie spielte zusammen mit Jimmy Lydon in der CBS-Situationskomödie Young Love (1949/50). Ihre achtjährige Laufbahn als Teenagerin Corliss Archer in Meet Corliss Archer auf CBS hinterließ einen bleibenden Eindruck, obwohl Shirley Temple in den Verfilmungen Kiss and Tell und A Kiss for Corliss mitspielte. Waldo erhielt später das Angebot, Corliss in einer Fernsehadaption zu porträtieren, lehnte dies jedoch ab und Ann Baker bekam die Rolle. 1948 erschien das von Fox Feature Syndicate veröffentlichte Comic Meet Corliss Archer mit Waldos Ähnlichkeit für drei Ausgaben von März bis Juli unter Verwendung der Originalskripte. Außerdem hatte sie einen seltenen Fernsehauftritt: in I Love Lucy in der Folge The Young Fans, in der sie die Rolle der Peggy, einer Teenagerin, spielte, die in Ricky Ricardo verliebt war.
Im Bereich der Fernsehanimation The Jetsons sprach sie Judy Jetson in allen Versionen. Waldo war der letzte überlebende Hauptdarsteller der ursprünglichen Serie. 1964 bis 1966 übernahm sie die Sprechrolle der Pearl Slaghoople, die ursprünglich von Vera Felton gespielt wurde. Waldo wiederholte die Rolle der Mrs. Slaphoople in den Flintstones-Fernsehfilmen Yabba-Dabba Do! und Hollyrock-a-Bye Baby in den 1990er Jahren. Später lieferte sie ihre Stimme für Nancy in Shazzan, Granny Sweet in The Atom Ant/Secret Squirrel Show, Josie in Josie and the Pussycats und Josie and the Pussycats in Outer Space sowie Penelope Pitstop in Wacky Races und The Perils of Penelope Pitstop. Später gastierte sie in Thundarr the Barbarian als Circe in der Episode Island of the Body Snatchers. Sie sprach auch die Morticia Addams in der Adaption der Zeichentrickserie von 1973 von The Addams Family.
Janet Waldo starb 2016 im Alter von 97 Jahren an den Folgen eines fünf Jahre zuvor diagnostizierten gutartigen, aber inoperablen Gehirntumors.

## Privatleben
Waldo war von 1948 bis zu seinem Tod im Jahr 1994 mit dem Dramatiker Robert E. Lee verheiratet. Mit ihm hatte sie zwei Kinder namens Jonathan Barlow Lee (* 1952) und Lucy V. Lee (* 1956).

## Filmografie (Auswahl)

### Synchronrollen
- 1956: Babysitter wider Willen
- 1962–1987: Die Jetsons
- 1965–1966: The Atom Ant Show
- 1965–1966: Alexander Prächtig, der singende Hund
- 1966–1969: The Adventures of Superboy
- 1967: Shazzan
- 1969–1970: The Perils of Penelope Pitstop
- 1970–1972: Josie and the Pussycats
- 1972: Josie and the Pussycats in Outer Space
- 1973: The Addams Family
- 1980: Yogi Bärs erste Weihnachten
- 1982: Yogi Bear’s All Star Comedy Christmas Caper
- 1985–1988: Yogi auf Schatzsuche
- 1987: Alice im Land des Zauberspiegels
- 1987: Die Jetsons treffen Familie Feuerstein
- 1988: Judy Jetson – Superstar
- 1990: Jetsons – Der Film
- 1993: Familie Feuerstein: Die Stars von Hollyrock
- 1993: Meister Dachs und seine Freunde